# Georg Reimer (Admiral)
Georg Reimer (* 21. Juli 1888 in Leopoldshall; † 1974) war ein deutscher Vizeadmiral der Kriegsmarine.

## Leben
Georg Reimer trat im April 1906 in die Kaiserliche Marine ein. Später wurde er bis Dezember 1914 als Wachoffizier auf dem Torpedoboot S 19 eingesetzt. Bis Oktober 1918 war er Kommandant von S 19, G 93, G 172 und S 136. Als Oberleutnant zur See und Kommandant von S 19, Führungsboot der 14. Torpedoboot-Halbflottille, nahm er an der Schlacht am Skagerrak teil. Bis Kriegsende erfolgte sein Einsatz als Chef der 14. Torpedoboots-Halbflottille. 
Nach dem Krieg wurde er in die Reichsmarine übernommen und hier am 1. Oktober 1925 Korvettenkapitän. Als Fregattenkapitän (Beförderung am 1. November 1930) war er 1932 Kommandeur der Torpedo- und Nachrichtenschule in Flensburg-Mürwik. Am 1. April 1933 wurde er Kapitän zur See und war 1935 Chef der Inspektion der Marineartilleriezeugämter in Wilhelmshaven.
In der Kriegsmarine war er, nachdem er von Mai 1937 an Inspekteur der Rüstungsinspektion II (Stettin) gewesen war, ab 14. Juni 1940 bis November 1942 Inspekteur der Rüstungsinspektion Niederlande und war direkt in die Deportation von Juden aus den Küstengebieten der Niederlande involviert. Am 1. April 1942 war Reimer Vizeadmiral geworden. Am 1. September 1942 wurde er z.V. gestellt und am 31. Mai 1943 aus der Marine verabschiedet. 